# Gymnopilus chrysites
Gymnopilus chrysites là một loài nấm thuộc họ Cortinariaceae.